# اوندیولیونگ
اوندیولیونگ (روسی: Ундюлюнг) یک رودخانه در یاقوتستان کشور روسیه است.